# Lophius
Lophius Linnaeus, 1758 è un genere di pesci marini appartenenti alla famiglia Lophiidae.

## Tassonomia
Il genere comprende le seguenti specie:
- Lophius americanus Valenciennes, 1837
- Lophius budegassa Spinola, 1807
- Lophius gastrophysus Miranda Ribeiro, 1915
- Lophius litulon (Jordan, 1902)
- Lophius piscatorius Linnaeus, 1758
- Lophius vaillanti Regan, 1903
- Lophius vomerinus Valenciennes, 1837